# Guerrero (Buenos Aires)
Guerrero es una localidad del partido de Castelli, en la provincia de Buenos Aires, Argentina.
Debe su nombre a Carlos Guerrero, el cual fraccionó las tierras que poseía para formar un centro agrícola que posteriormente sería la estación Guerrero.

## Ubicación
Se encuentra en el kilómetro 167 de la Autovía 2, a 11 km de Lezama y a 13 km de Castelli.
Se ubica sobre las vías del Ferrocarril General Roca en el ramal entre Plaza Constitución y Mar del Plata.

## Población
Durante los censos nacionales del INDEC de 2001 y 2010 fue considerada como población rural dispersa.